# Chine aux Jeux olympiques d'hiver de 2026
La Chine participera aux Jeux olympiques d'hiver de 2026 à Milan et Cortina d'Ampezzo, en Italie, du 6 au 22 février 2026.

## Délégation
Voici la liste du nombre de concurrents participant aux Jeux par discipline.
| Sport               | Hommes | Femmes | Total |
| ------------------- | ------ | ------ | ----- |
| Ski alpin           | 1      | 1      | 2     |
| Ski de fond         | 2      | 3      | 5     |
| Curling             | 0      | 5      | 5     |
| Patinage artistique | 1      | 0      | 1     |
| Total               | 6      | 6      | 13    |

## Médaillés
| Sport | Discipline | Athlète(s) | Performance | Date |
| ----- | ---------- | ---------- | ----------- | ---- |
|       |            |            |             |      |

| Sport | Discipline | Athlète(s) | Performance | Date |
| ----- | ---------- | ---------- | ----------- | ---- |
|       |            |            |             |      |

| Sport | Discipline | Athlète(s) | Performance | Date |
| ----- | ---------- | ---------- | ----------- | ---- |
|       |            |            |             |      |